# القوات المسلحة الجامايكية
القوات المسلحة الجامايكية وهي القوات الرسمية التي تحمي دولة جمايكا وتتألف من القوات البرية الجامايكية والقوات البحرية الجامايكية والقوات البحرية الجامايكية والقائد الأعلى للقوات المُسَلَحة هو رئيس/ة الوزراء الجمايكي وعدد هذه القوات 27,729 وكلهم من الذكور والقوات الجامايكية تتدرب مع القوات الأمريكية والكندية والبريطانية.